# Давыдов, Фёдор Николаевич
Фёдор Николаевич Давыдов (10 ноября 1906, Шутино, Пермская губерния — 2 октября 1984, Катайск, Курганская область) — советский солдат, участник Великой Отечественной войны, Герой Советского Союза (1943). Старший сержант Рабоче-крестьянской Красной Армии.
В годы Великой Отечественной войны старший сержант Ф. Н. Давыдов особо отличился в битве за Днепр (Центральный фронт). В октябре 1943 года он командовал отделением 685-го стрелкового полка 193-й стрелковой дивизии 65-й армии. 15 октября одним из первых в своём подразделении переправился на лодке через Днепр в районе посёлка Лоев Гомельской области Белорусской ССР. Во многом благодаря его действиям, советским войскам удалось закрепиться на немецких позициях, а в течение последующих суток пулемётный расчёт Ф. Н. Давыдова отбил несколько вражеских контратак. За проявленный героизм Ф. Н. Давыдов был удостоен звания Герой Советского Союза, но Орден Ленина и медаль «Золотая Звезда» ему были вручены лишь в 1966 году.
После окончания войны работал бригадиром на животноводческой ферме колхоза имени Калинина, затем работал в Катайском госплемптицезаводе.

## Биография
Фёдор Давыдов родился 10 ноября 1906 года в крестьянской семье в селе Шутино Крестовской волости Камышловского уезда Пермской губернии, ныне село входит в Катайский муниципальный округ Курганской области. Русский.
Окончил четыре класса школы, после чего занимался хлебопашеством. Во время коллективизации вступил в колхоз, освоил плотницкое дело.
24 июля 1941 года Ф. Н. Давыдов был призван на службу в Рабоче-крестьянскую Красную Армию  Катайским РВК Челябинской области. С сентября того же года — в действующей армии на фронтах Великой Отечественной войны. Служил на Центральном, Степном, а затем 1-м Украинском фронтах. Был ранен, находился на излечении в госпитале.
К октябрю 1943 года старший сержант Ф. Н. Давыдов командовал отделением 685-го стрелкового полка 193-й стрелковой дивизии 65-й армии Центрального фронта. Отличился во время битвы за Днепр.
15 октября 1943 года Давыдов одним из первых в своём подразделении переправился на лодке через Днепр в районе посёлка Лоев Гомельской области Белорусской ССР. Вместе со своим вторым номером Ступаковым он открыл пулемётный огонь по противнику, не дав тому возможности вести прицельный огонь по советскому десанту. Когда по десантникам открыла огонь пулемётная точка противника, Ф. Н. Давыдов бросился к ней и гранатами уничтожил её расчёт. Захватив пулемёт, он развернул его в сторону противника и открыл по нему огонь, своевременно поддержав переправу пехоты. Советские войска закрепились на немецких позициях. В течение последующих суток расчёт Ф. Н. Давыдова отбил несколько вражеских контратак. В тех боях он получил тяжёлое ранение.
Указом Президиума Верховного Совета СССР от 30 октября 1943 года за «образцовое выполнение боевых заданий командования на фронте борьбы с немецкими захватчиками и проявленные при этом мужество и героизм» старший сержант Фёдор Павлович Давыдов (так в документе) был удостоен высокого звания Героя Советского Союза.
Однако ни в госпитале, ни после выписки из него Ф. Н. Давыдов не знал, как высоко отмечен его подвиг. Орден Ленина и медаль «Золотая Звезда» (№ 11245) были ему вручены лишь в 1966 году в канун 48-й годовщины Вооружённых Сил СССР в клубе Катайского насосного завода. «Если бы награду мне вручили вовремя, то и вся моя последующая жизнь могла бы сложиться иначе…», сказал он корреспонденту «Красной звезды».
После выписки из госпиталя Ф. Н. Давыдов был признан негодным к строевой службе, и с ноября 1944 года работал столяром в 106-м дезинфекционно-инструкторском отряде Белорусского фронта. Несмотря на три ранения, из которых два тяжёлых, его работу в столярной мастерской по ремонту кузовов дезинфекционных камер и других деталей командование отряда отметило представлением кандидата в члены ВКП(б) Ф. Н. Давыдова к ордену Красной Звезды (награждён 5 мая 1945 года).
После демобилизации в 1945 году Ф. Н. Давыдов вернулся на родину в село Шутино, работал бригадиром на животноводческой ферме колхоза имени Калинина.
В 1951 году переехал в город Катайск Курганской области, работал в Катайском госплемптицезаводе. Активно участвовал в работе с молодёжью.
С 1966 года беспартийный Ф. Н. Давыдов на пенсии.
Фёдор Николаевич Давыдов умер 2 октября 1984 года, похоронен в городе в Катайске Катайского района Курганской области, ныне город — административный центр Катайского муниципального округа той же области.

## Награды и звания
Советские государственные награды и звания:
- Герой Советского Союза, 30 октября 1943 года[5]
  - Орден Ленина, вручение состоялось в 1966 году);
  - Медаль «Золотая Звезда» № 11245, вручение состоялось в 1966 году);
- Орден Красной Звезды, 5 мая 1945 года[4];
- медали, в том числе:
  - медаль «За отвагу» (5 августа 1944[6], вручение состоялось в 1966 году);
  - Юбилейная медаль «Двадцать лет Победы в Великой Отечественной войне 1941—1945 гг.» (вручение состоялось в 1966 году).

## Память
- В городе Катайске в 2011 году установлен бюст Ф. Н. Давыдова — 56°17′09″ с. ш. 62°34′39″ в. д.HGЯO
- Мемориальная доска на доме, в котором он жил последние годы жизни (г. Катайск, ул. Акулова, дом № 10), открыта 6 мая 2013 года[7].
- Мемориальная доска в МКОУ «Шутинская основная общеобразовательная школа», где учился Герой, открыта 1 сентября 2015 года. Право открыть мемориальную доску было предоставлено родственнице Героя Акуловой М.И[8].
- В годы СССР его имя носила пионерская дружина Шутинской восьмилетней школы[1].

## Семья
Был женат на Евгении Андреевне Давыдовой (6 января 1903 — 15 мая 1984), есть дети и внуки.